# Axel Berming
Axel Mannuela Berming (ur. 1997) – indonezyjski zapaśnik walczący w stylu klasycznym. Brązowy medalista mistrzostw Azji Południowo-Wschodniej w 2022 roku. 